# Indijska mornarica
1. Preusmjeri Nacrt:Indijska mornarica